# Okrajno sodišče v Gornji Radgoni
Okrajno sodišče v Gornji Radgoni je okrajno sodišče Republike Slovenije s sedežem v Gornji Radgoni, ki spada pod Okrožno sodišče v Murski Soboti Višjega sodišča v Mariboru. Trenutni predsednik (2007) je Marjan Neuvirt.